# Kreuz Oldenburg-Nord
Kreuz Oldenburg-Nord is een knooppunt in de Duitse deelstaat Nedersaksen.
Op het klaverbladknooppunt ten noorden van de stad Oldenburg kruist de A293 de stadssnelweg van Oldenburg die hier overgaat in de B211 richting Brake de A29 Wilhelmshaven-Dreieck Ahlhorner Heide.

## Geografie
Het Autobahnkreuz ligt in de gemeente Rastede, op de gemeentegrens met de stad Oldenburg. Nabij gelegen wijken zijn Südende en Wahnbek in Rastede als Alexandersfeld, Etzhorn en Ofenerdiekvan Oldenburg. Het knooppunt ligt ongeveer 8 km ten noorden van het centrum van Oldenburg, ongeveer 45 km ten noordwesten van Bremen en ongeveer 35 km ten zuiden van Wilhelmshaven.

## Configuratie
Rijstrook
Nabij het knooppunt hebben beide snelwegen 2x2 rijstroken.
Alle Verbindingswegen hebben één rijstrook.
Knooppunt
Het is een klaverbladknooppunt met rangeerbanen één langs de zuidelijke rijbaan van de A293 en twee voor de A29.

## Geschiedenis
Oorspronkelijk was het knooppunt een incompleet klaverbladknooppunt omdat in het begin de verbindingswegen van beide snelwegen richting het zuiden ontbraken. Tijdens de ombouw van het Autobahnkreuz in 2006 werden deze aangelegd en in december 2006 gingen ze open voor het verkeer.

## Verkeersintensiteiten
Dagelijks passeren ongeveer 80.000 voertuigen het knooppunt.
| Van                  | Naar                         | Gemiddeld aantal voertuigen per dag | Percentage vrachtverkeer |
| -------------------- | ---------------------------- | ----------------------------------- | ------------------------ |
| AS Rastede (A 29)    | AK Oldenburg-Nord            | 32.600                              | 06,6 %                   |
| AK Oldenburg-Nord    | AS Oldenburg-Ohmstede (A 29) | 22.100                              | 12,6 %                   |
| Autobahnende (B 211) | AK Oldenburg-Nord            | 13.600                              | 11,8 %                   |
| AK Oldenburg-Nord    | AS Oldenburg-Etzhorn (A 293) | 23.400                              | 05,6 %                   |

## Richtingen knooppunt
| Aansluitende wegen                      | Aansluitende wegen | Aansluitende wegen | Aansluitende wegen | Aansluitende wegen                             |
| --------------------------------------- | ------------------ | ------------------ | ------------------ | ---------------------------------------------- |
| richting Rastede / Wilhelmshaven        |                    |                    |                    | richting Loy / Brake Nordenham                 |
|                                         |                    |                    |                    |                                                |
|                                         |                    |                    |                    |                                                |
|                                         |                    |                    |                    |                                                |
| richting Oldenburg-Etzhorn Leer / Emden |                    |                    |                    | richting Oldenburg-Ohmstede Osnabrück / Bremen |